# Olympische Zwischenspiele 1906/Teilnehmer (Deutsches Reich)
| Gelbes Symbol für Goldmedaillen mit stilisierten Olympischen Ringen | Graues Symbol für Silbermedaillen mit stilisierten Olympischen Ringen | Braundes Symbol für Bronzemedaillen mit stilisierten Olympischen Ringen |
| ------------------------------------------------------------------- | --------------------------------------------------------------------- | ----------------------------------------------------------------------- |
| 4                                                                   | 6                                                                     | 5                                                                       |

Deutschland nahm bei den Olympischen Zwischenspielen 1906 in Athen mit einer Mannschaft von 51 Athleten teil.
Bei den Zwischenspielen fand zum ersten Mal eine Eröffnungsfeier mit einem Einmarsch der Nationen statt – der Fahnenträger war der Turner Georg Hax.

## Medaillengewinner

### Olympiasieger
| Name | Sportart       | Wettkampf                |
| --- | -------------- | ------------------------ |
| Gustav Casmir Jakob Erckrath de Bary August Petri Emil Schön                                                                | Fechten        | Säbel Mannschaft         |
| Gustav Casmir | Fechten        | Säbel Einzel (3 Treffer) |
| Karl Kaltenbach Joseph Krämer Heinrich Rondi Willy Dörr Wilhelm Ritzenhoff Julius Wagner Heinrich Schneidereit Wilhelm Born | Tauziehen      |                          |
| Gottlob Walz | Wasserspringen | Turmspringen             |

### Zweiter
| Name                                               | Sportart       | Wettkampf                |
| -------------------------------------------------- | -------------- | ------------------------ |
| Gustav Casmir                                      | Fechten        | Florett Einzel           |
| Gustav Casmir                                      | Fechten        | Säbel Einzel (1 Treffer) |
| Hermann Müller                                     | Leichtathletik | 3000 m Bahngehen         |
| Bruno Götze Max Götze                              | Radsport       | Tandem                   |
| Ernst Bahnmayer Emil Rausch Oskar Schiele Max Pape | Schwimmen      | 4 × 250 m Freistil       |
| Georg Hoffmann                                     | Wasserspringen | Turmspringen             |

### Dritter
| Name                        | Sportart       | Wettkampf    |
| --------------------------- | -------------- | ------------ |
| Heinrich Schneidereit       | Gewichtheben   | Einarmig     |
| Heinrich Schneidereit       | Gewichtheben   | Beidarmig    |
| Heinrich Rondi              | Gewichtheben   | Beidarmig    |
| Heinrich Schneidereit       | Gewichtheben   | Beidarmig    |
| Vincenz Duncker             | Leichtathletik | 110 m Hürden |
| Karl Arnold Otto Küpferling | Radsport       | Tandem       |

## Teilnehmer nach Sportarten

### Fechten
| Sportart | Sportler               | Disziplin         | Platz          | Bemerkung                      |
| -------- | ---------------------- | ----------------- | -------------- | ------------------------------ |
| Fechten  | Gustav Casmir          | Säbel (3 Treffer) | Goldmedaille   |                                |
| Fechten  | Gustav Casmir          | Säbel Team        | Goldmedaille   |                                |
| Fechten  | Gustav Casmir          | Säbel (1 Treffer) | Silbermedaille |                                |
| Fechten  | Gustav Casmir          | Florett Einzel    | Silbermedaille |                                |
| Fechten  | Gustav Casmir          | Degen Team        | 4              |                                |
| Fechten  | Jakob Erckrath de Bary | Säbel Team        | Goldmedaille   |                                |
| Fechten  | Jakob Erckrath de Bary | Degen Team        | 4              |                                |
| Fechten  | Jakob Erckrath de Bary | Florett Einzel    | -              | Ausgeschieden in Vorrunde      |
| Fechten  | Jakob Erckrath de Bary | Säbel (1 Treffer) | -              | Ausgeschieden in Vorrunde      |
| Fechten  | Robert Krünert         | Säbel (1 Treffer) | -              | Ausgeschieden in Vorrunde      |
| Fechten  | Robert Krünert         | Säbel (3 Treffer) | -              | Ausgeschieden in Vorrunde      |
| Fechten  | August Petri           | Säbel Team        | Goldmedaille   |                                |
| Fechten  | August Petri           | Degen Team        | 4              |                                |
| Fechten  | August Petri           | Florett Einzel    | -              | Ausgeschieden in Vorrunde      |
| Fechten  | August Petri           | Säbel (1 Treffer) | -              | Ausgeschieden in Vorrunde      |
| Fechten  | Emil Schön             | Säbel Team        | Goldmedaille   |                                |
| Fechten  | Emil Schön             | Säbel (3 Treffer) | 4              |                                |
| Fechten  | Emil Schön             | Degen Team        | 4              |                                |
| Fechten  | Emil Schön             | Degen Einzel      | 5              |                                |
| Fechten  | Emil Schön             | Florett Einzel    | -              | Ausgeschieden in Zwischenrunde |
| Fechten  | Emil Schön             | Säbel (1 Treffer) | -              | Ausgeschieden in Vorrunde      |

### Gewichtheben
| Sportart     | Sportler              | Disziplin      | Platz          | Bemerkung                                  |
| ------------ | --------------------- | -------------- | -------------- | ------------------------------------------ |
| Gewichtheben | Heinrich Rondi        | Einheitsklasse | Bronzemedaille | auch Teilnahme als Ringer und im Tauziehen |
| Gewichtheben | Heinrich Rondi        | einarmig       | 6              |                                            |
| Gewichtheben | Heinrich Schneidereit | Einheitsklasse | Bronzemedaille | auch Teilnahme im Tauziehen                |
| Gewichtheben | Heinrich Schneidereit | einarmig       | Bronzemedaille |                                            |

### Leichtathletik
| Sportart       | Sportler           | Disziplin               | Platz          | Bemerkung                                               |
| -------------- | ------------------ | ----------------------- | -------------- | ------------------------------------------------------- |
| Leichtathletik | Martin Beckmann    | 100 Meter               | -              | Ausgeschieden im Vorlauf                                |
| Leichtathletik | Martin Beckmann    | 400 Meter               | -              | Ausgeschieden im Vorlauf                                |
| Leichtathletik | Martin Brustmann   | 100 Meter               | -              | Ausgeschieden im Vorlauf                                |
| Leichtathletik | Martin Brustmann   | Weitsprung              | 14             |                                                         |
| Leichtathletik | Martin Brustmann   | Standweitsprung         | 17             |                                                         |
| Leichtathletik | Martin Brustmann   | Dreisprung              | -              | ohne gültigen Versuch                                   |
| Leichtathletik | Willy Dörr         | Fünfkampf               | 16             | auch Teilnahme im Tauziehen                             |
| Leichtathletik | Willy Dörr         | Diskuswurf              | -              | unplatziert                                             |
| Leichtathletik | Vincenz Duncker    | 110 Meter Hürden        | Bronzemedaille |                                                         |
| Leichtathletik | Vincenz Duncker    | 100 Meter               | -              | Ausgeschieden im Zwischenlauf                           |
| Leichtathletik | Vincenz Duncker    | 400 Meter               | -              | Ausgeschieden im Hoffnungslauf                          |
| Leichtathletik | Vincenz Duncker    | 800 Meter               | -              | Aufgabe im Vorlauf                                      |
| Leichtathletik | Otto Franke        | Steinstoßen             | -              | unplatziert                                             |
| Leichtathletik | Fritz Hofmann      | 100 Meter               | -              | Ausgeschieden im Vorlauf, auch Teilnahme als Turner     |
| Leichtathletik | Karl Kaltenbach    | Fünfkampf               | 17             | auch Teilnahme im Tauziehen                             |
| Leichtathletik | Karl Kaltenbach    | Diskuswurf              | -              | unplatziert                                             |
| Leichtathletik | Karl Kaltenbach    | Kugelstoßen             | -              | unplatziert                                             |
| Leichtathletik | Karl Kaltenbach    | Speerwurf               | -              | unplatziert                                             |
| Leichtathletik | Karl Kaltenbach    | Steinstoßen             | -              | unplatziert                                             |
| Leichtathletik | Julius Keyl        | Fünfkampf               | -              | Aufgabe wegen Verletzung, auch Teilnahme als Turner     |
| Leichtathletik | Joseph Krämer      | Hochsprung              | -              | unplatziert, auch Teilnahme als Turner und im Tauziehen |
| Leichtathletik | Arthur Mallwitz    | Fünfkampf               | 12             |                                                         |
| Leichtathletik | Arthur Mallwitz    | Standweitsprung         | 20             |                                                         |
| Leichtathletik | Arthur Mallwitz    | Weitsprung              | 24             |                                                         |
| Leichtathletik | Hermann Müller     | 3000-Meter-Bahngehen    | Silbermedaille |                                                         |
| Leichtathletik | Hermann Müller     | Marathonlauf            | 9              |                                                         |
| Leichtathletik | Hermann Müller     | 5-Meilen-Lauf           | -              | Aufgabe im Endlauf                                      |
| Leichtathletik | Wilhelm Ritzenhoff | Fünfkampf               | 14             | auch Teilnahme im Tauziehen                             |
| Leichtathletik | Wilhelm Ritzenhoff | Standweitsprung         | 21             |                                                         |
| Leichtathletik | Wilhelm Ritzenhoff | 100 Meter               | -              | Ausgeschieden im Vorlauf                                |
| Leichtathletik | Wilhelm Ritzenhoff | Steinstoßen             | -              | unplatziert                                             |
| Leichtathletik | Johannes Runge     | 400 Meter               | -              | Vorm Hoffnungslauf verletzt                             |
| Leichtathletik | Johannes Runge     | 800 Meter               | -              | Aufgabe im Endlauf                                      |
| Leichtathletik | Johannes Runge     | Weitsprung              | 12             |                                                         |
| Leichtathletik | Robert Sennecke    | Marathonlauf            | -              | Aufgabe                                                 |
| Leichtathletik | Julius Wagner      | Fünfkampf               | 8              | auch Teilnahme als Turner und im Tauziehen              |
| Leichtathletik | Julius Wagner      | Weitsprung              | 11             |                                                         |
| Leichtathletik | Julius Wagner      | Stabhochsprung          | 14             |                                                         |
| Leichtathletik | Julius Wagner      | 100 Meter               | -              | Ausgeschieden im Vorlauf                                |
| Leichtathletik | Julius Wagner      | Diskuswurf (griechisch) | -              | unplatziert                                             |
| Leichtathletik | Julius Wagner      | Kugelstoßen             | -              | unplatziert                                             |
| Leichtathletik | Julius Wagner      | Steinstoßen             | -              | unplatziert                                             |
| Leichtathletik | Paul Weinstein     | Stabhochsprung          | 7              |                                                         |
| Leichtathletik | Paul Weinstein     | Hochsprung              | 8              |                                                         |
| Leichtathletik | Paul Weinstein     | Dreisprung              | 9              |                                                         |
| Leichtathletik | Paul Weinstein     | Weitsprung              | 23             |                                                         |
| Leichtathletik | Paul Weinstein     | Fünfkampf               | 23             |                                                         |
| Leichtathletik | Paul Weinstein     | Speerwurf               | -              | unplatziert                                             |

### Radsport
| Sportart | Sportler         | Disziplin          | Platz          | Bemerkung                                |
| -------- | ---------------- | ------------------ | -------------- | ---------------------------------------- |
| Radsport | Bernhard Abraham | 20-km-Bahnfahren   | -              | Schrittmacher auch Teilnahme als Turner  |
| Radsport | Karl Arnold      | Tandem             | Bronzemedaille |                                          |
| Radsport | Karl Arnold      | 1000-m-Zeitfahren  | -              | Ausgeschieden im Hoffnungslauf           |
| Radsport | Karl Arnold      | 5000-m-Bahnfahren  | -              | Ausgeschieden im Vorlauf                 |
| Radsport | Karl Arnold      | 20-km-Bahnfahren   | -              | Schrittmacher                            |
| Radsport | Adolf Böhm       | Straße 84 km       | 5              |                                          |
| Radsport | Adolf Böhm       | 20-km-Bahnfahren   | -              | Aufgabe nach Sturz im Endlauf            |
| Radsport | Erich Dannenberg | 333,3-m-Zeitfahren | 20             |                                          |
| Radsport | Erich Dannenberg | 5000-m-Bahnfahren  | -              | Ausgeschieden im Vorlauf                 |
| Radsport | Erich Dannenberg | 20-km-Bahnfahren   | -              | Aufgabe im Endlauf                       |
| Radsport | Erich Dannenberg | Straße 84 km       | -              | Aufgabe nach Sturz                       |
| Radsport | Bruno Götze      | Tandem             | Silbermedaille |                                          |
| Radsport | Bruno Götze      | 333,3-m-Zeitfahren | 8              |                                          |
| Radsport | Bruno Götze      | 1000-m-Zeitfahren  | -              | Ausgeschieden im Hoffnungslauf           |
| Radsport | Bruno Götze      | 5000-m-Bahnfahren  | -              | Ausgeschieden im Vorlauf                 |
| Radsport | Bruno Götze      | 20-km-Bahnfahren   | -              | Schrittmacher                            |
| Radsport | Max Götze        | Tandem             | Silbermedaille |                                          |
| Radsport | Max Götze        | 333,3-m-Zeitfahren | 8              |                                          |
| Radsport | Max Götze        | 1000-m-Zeitfahren  | -              | Zum Hoffnungslauf nicht angetreten       |
| Radsport | Max Götze        | 5000-m-Bahnfahren  | 5              |                                          |
| Radsport | Martin Klöb      | Straße 84 km       | 8              |                                          |
| Radsport | Martin Klöb      | 5000-m-Bahnfahren  | -              | Ausgeschieden im Vorlauf                 |
| Radsport | Martin Klöb      | 20-km-Bahnfahren   | -              | Ausgeschieden im Vorlauf                 |
| Radsport | Max Kricheldorff | Straße 84 km       | 12             |                                          |
| Radsport | Max Kricheldorff | 20-km-Bahnfahren   | -              | Schrittmacher                            |
| Radsport | Otto Küpferling  | Tandem             | Bronzemedaille |                                          |
| Radsport | Otto Küpferling  | 333,3-m-Zeitfahren | 8              |                                          |
| Radsport | Otto Küpferling  | 1000-m-Zeitfahren  | -              | Ausgeschieden im Zwischenlauf            |
| Radsport | Otto Küpferling  | 5000-m-Bahnfahren  | -              | Ausgeschieden im Zwischenlauf            |
| Radsport | Otto Küpferling  | 20-km-Bahnfahren   | -              | Schrittmacher                            |
| Radsport | Ernst Mohr       | 20-km-Bahnfahren   | -              | Schrittmacher, auch Teilnahme als Turner |

### Ringen
| Sportart                    | Sportler       | Disziplin     | Platz | Bemerkung                                                                   |
| --------------------------- | -------------- | ------------- | ----- | --------------------------------------------------------------------------- |
| Ringen (griechisch-römisch) | Wilhelm Born   | Schwergewicht | -     | Ausgeschieden im Vorkampf, auch Teilnahme im Tauziehen                      |
| Ringen (griechisch-römisch) | Heinrich Rondi | Schwergewicht | -     | Ausgeschieden im Vorkampf, auch Teilnahme als Gewichtheber und im Tauziehen |

### Schwimmen
| Sportart  | Sportler         | Disziplin          | Platz          | Bemerkung                                                   |
| --------- | ---------------- | ------------------ | -------------- | ----------------------------------------------------------- |
| Schwimmen | Ernst Bahnmayer  | 4 × 250 m Freistil | Silbermedaille |                                                             |
| Schwimmen | Ernst Bahnmayer  | 1 Meile Freistil   | 6              |                                                             |
| Schwimmen | Georg Hoffmann   | 100 m Freistil     | -              | Ausgeschieden in Vorlauf, auch Teilnahme als Wasserspringer |
| Schwimmen | Max Pape         | 4 × 250 m Freistil | Silbermedaille |                                                             |
| Schwimmen | Max Pape         | 1 Meile Freistil   | 4              |                                                             |
| Schwimmen | Heinrich Parizot | 4 × 250 m Freistil | -              | Ersatzmann                                                  |
| Schwimmen | Emil Rausch      | 4 × 250 m Freistil | Silbermedaille |                                                             |
| Schwimmen | Emil Rausch      | 1 Meile Freistil   | 5              |                                                             |
| Schwimmen | Oskar Schiele    | 4 × 250 m Freistil | Silbermedaille |                                                             |
| Schwimmen | Oskar Schiele    | 1 Meile Freistil   | 5              |                                                             |

### Tauziehen
| Sportart  | Sportler              | Disziplin   | Platz        | Bemerkung                                  |
| --------- | --------------------- | ----------- | ------------ | ------------------------------------------ |
| Tauziehen | Wilhelm Born          | 8-Mann-Team | Goldmedaille | auch Teilnahme als Ringer                  |
| Tauziehen | Willy Dörr            | 8-Mann-Team | Goldmedaille | auch Teilnahme als Leichtathlet            |
| Tauziehen | Karl Kaltenbach       | 8-Mann-Team | Goldmedaille | auch Teilnahme als Leichtathlet            |
| Tauziehen | Joseph Krämer         | 8-Mann-Team | Goldmedaille | auch Teilnahme als Leichtathlet und Turner |
| Tauziehen | Wilhelm Ritzenhoff    | 8-Mann-Team | Goldmedaille | auch Teilnahme als Leichtathlet            |
| Tauziehen | Heinrich Rondi        | 8-Mann-Team | Goldmedaille | auch Teilnahme als Ringer und Gewichtheber |
| Tauziehen | Heinrich Schneidereit | 8-Mann-Team | Goldmedaille | auch Teilnahme als Gewichtheber            |
| Tauziehen | Julius Wagner         | 8-Mann-Team | Goldmedaille | auch Teilnahme als Leichtathlet und Turner |

### Turnen
| Sportart | Sportler         | Disziplin    | Platz | Bemerkung                                             |
| -------- | ---------------- | ------------ | ----- | ----------------------------------------------------- |
| Turnen   | Bernhard Abraham | Riegenturnen | 5     | auch Teilnahme als Schrittmacher/Radsport             |
| Turnen   | Otto Franke      | Riegenturnen | 5     | auch Teilnahme als Leichtathlet                       |
| Turnen   | Otto Franke      | Fünfkampf    | 28    |                                                       |
| Turnen   | Otto Franke      | Sechskampf   | 18    |                                                       |
| Turnen   | Cassius Hermes   | Riegenturnen | 5     |                                                       |
| Turnen   | Cassius Hermes   | Fünfkampf    | 23    |                                                       |
| Turnen   | Cassius Hermes   | Sechskampf   | 18    |                                                       |
| Turnen   | Fritz Hofmann    | Riegenturnen | 5     | auch Teilnahme als Leichtathlet                       |
| Turnen   | Julius Keyl      | Riegenturnen | 5     | auch Teilnahme als Leichtathlet                       |
| Turnen   | Joseph Krämer    | Riegenturnen | 5     | auch Teilnahme als Leichtathlet und im Tauziehen      |
| Turnen   | Joseph Krämer    | Fünfkampf    | 7     |                                                       |
| Turnen   | Joseph Krämer    | Sechskampf   | 12    |                                                       |
| Turnen   | Bruno Mahler     | Riegenturnen | 5     |                                                       |
| Turnen   | Bruno Mahler     | Fünfkampf    | 17    |                                                       |
| Turnen   | Bruno Mahler     | Sechskampf   | 13    |                                                       |
| Turnen   | Ernst Mohr       | Riegenturnen | -     | Ersatzmann, auch Teilnahme als Schrittmacher/Radsport |
| Turnen   | Willy Oepen      | Riegenturnen | -     | Ersatzmann                                            |
| Turnen   | Willy Oepen      | Fünfkampf    | -     | Aufgabe wegen Verletzung                              |
| Turnen   | Karl Ohms        | Riegenturnen | 5     |                                                       |
| Turnen   | Karl Ohms        | Fünfkampf    | 4     |                                                       |
| Turnen   | Karl Ohms        | Sechskampf   | 4     |                                                       |
| Turnen   | Adolf Schirmer   | Riegenturnen | 5     |                                                       |
| Turnen   | Adolf Schirmer   | Fünfkampf    | 18    |                                                       |
| Turnen   | Adolf Schirmer   | Sechskampf   | 16    |                                                       |
| Turnen   | Karl Schwarz     | Riegenturnen | 5     |                                                       |
| Turnen   | Karl Schwarz     | Fünfkampf    | 7     |                                                       |
| Turnen   | Karl Schwarz     | Sechskampf   | 18    |                                                       |
| Turnen   | Julius Wagner    | Riegenturnen | 5     | auch Teilnahme als Leichtathlet und im Tauziehen      |
| Turnen   | Julius Wagner    | Fünfkampf    | 23    |                                                       |
| Turnen   | Julius Wagner    | Sechskampf   | 18    |                                                       |
| Turnen   | Wilhelm Weber    | Riegenturnen | 5     |                                                       |
| Turnen   | Wilhelm Weber    | Fünfkampf    | 7     |                                                       |
| Turnen   | Wilhelm Weber    | Sechskampf   | 6     |                                                       |
| Turnen   | Otto Wiegand     | Riegenturnen | 5     |                                                       |
| Turnen   | Otto Wiegand     | Fünfkampf    | 18    |                                                       |
| Turnen   | Otto Wiegand     | Sechskampf   | 14    |                                                       |

### Wasserspringen
| Sportart       | Sportler       | Disziplin     | Platz          | Bemerkung                    |
| -------------- | -------------- | ------------- | -------------- | ---------------------------- |
| Wasserspringen | Georg Hoffmann | Kunstspringen | Silbermedaille | auch Teilnahme als Schwimmer |
| Wasserspringen | Fritz Nicolai  | Kunstspringen | 8              |                              |
| Wasserspringen | Gottlob Walz   | Kunstspringen | Goldmedaille   |                              |
| Wasserspringen | Albert Zürner  | Kunstspringen | 4              |                              |